# Packard Twelve
Packard Twelve – luksusowy samochód marki Packard produkowany w latach 1933–1939, od tzw. 10 do 17 serii aut tej marki. Łącznie zmontowano ok. 35 tys. sztuk tego modelu. Był karosowany przez firmy LeBaron, Dietrich, Brunn oraz Rollston.
Występował w kilku odmianach nadwozia: Sedan, Formal Sedan, Touring Sedan, Convertible Victoria, Coupe, Convertible Coupe, Convertible Sedan (rocznik 1938, nr 1607, 1607-8, 1608).